# Appeal of Conscience Foundation
Appeal of Conscience Foundation est une fondation inter-religieuse créée par le rabbin Arthur Schneier en 1965, dans le but de promouvoir la paix, la tolérance et la résolution des conflits religieux ou ethniques.
Chaque année, elle décerne un prix à un homme d'État.

## Prix de l'«Homme d'État de l'année»
Le prix de l'« Homme d’État de l’année » honore les dirigeants qui soutiennent la paix et la liberté, par la promotion de la tolérance, la dignité humaine et les droits de l'homme. Ce prix est décerné chaque année depuis 2002 par la fondation.

### Liste des lauréats
| Année | Lauréat                   | Poste exercé                                    |
| ----- | ------------------------- | ----------------------------------------------- |
| 2022  | Mario Draghi              | Président du Conseil des ministres d'Italie     |
| 2021  | Shinzo Abe                | Premier ministre du Japon                       |
| 2020  | Pas de prix               |                                                 |
| 2019  | Lee Hsien Loong           | Premier ministre de Singapour                   |
| 2018  | Pas de prix               |                                                 |
| 2017  | Pas de prix               |                                                 |
| 2016  | François Hollande         | Président de la République française            |
| 2015  | David Cameron             | Premier ministre du Royaume-Uni                 |
| 2014  | Enrique Peña Nieto        | Président du Mexique                            |
| 2013  | Susilo Bambang Yudhoyono  | Président de la république d'Indonésie          |
| 2012  | Stephen Harper            | Premier ministre du Canada                      |
| 2011  | Pas de prix               |                                                 |
| 2010  | Manmohan Singh            | Premier ministre de l'Inde                      |
| 2009  | Lee Myung-bak             | Président de la république de Corée             |
| 2008  | Nicolas Sarkozy           | Président de la République française            |
| 2007  | Angela Merkel             | Chancelière fédérale allemande                  |
| 2006  | Luiz Inácio Lula da Silva | Président de la république fédérative du Brésil |
| 2005  | John Howard               | Premier ministre de l'Australie                 |
| 2004  | Göran Persson             | Premier ministre de Suède                       |
| 2003  | José María Aznar          | Premier ministre d'Espagne                      |
| 2002  | Jean Chrétien             | Premier ministre du Canada                      |